# Plutodes flavescens
Plutodes flavescens là một loài bướm đêm trong họ Geometridae.

## Hình ảnh

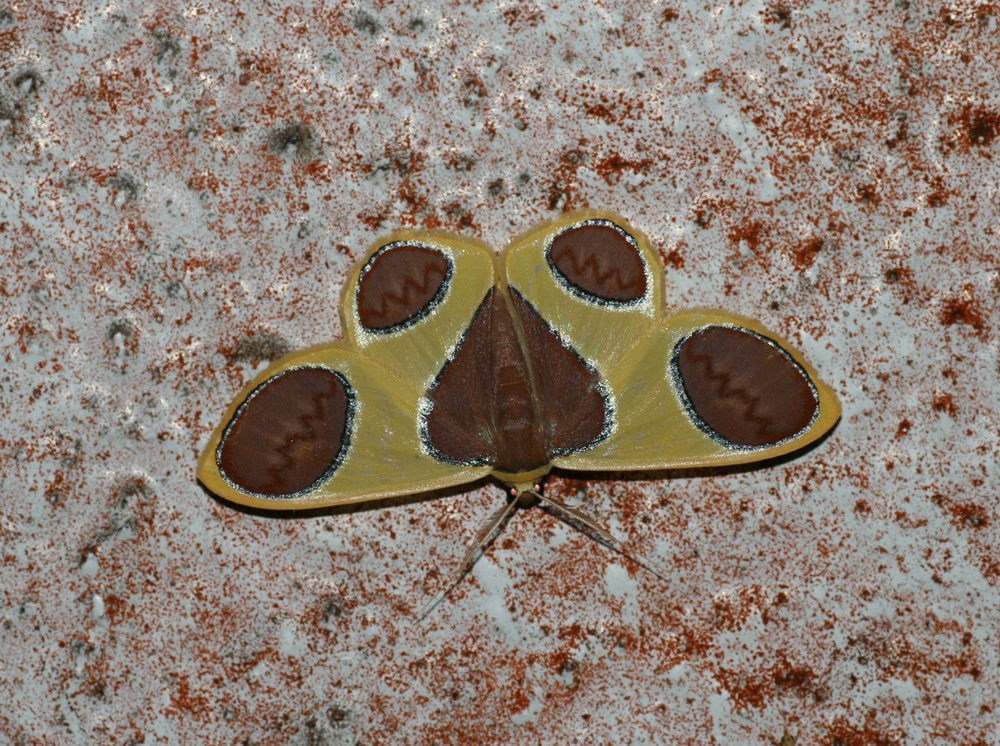